# Carlo Francesco Pollarolo
Carlo Francesco Pollarolo (forse Brescia, 1653 circa – Venezia, 7 febbraio 1723) è stato un compositore e organista italiano.

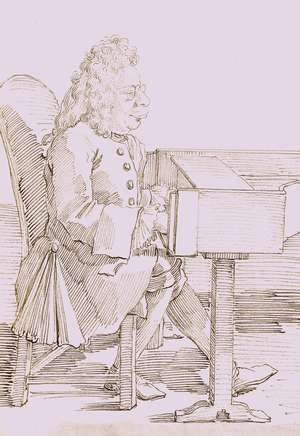
caricatura de carlo francesco pollarolo, escrita per Pier Leone Ghezzi

Fu uno dei maggiori operisti del suo tempo e i suoi lavori in questo ambito mostrano le transizioni stilistiche tra la magniloquente opera veneziana del XVII secolo e la nuova scuola operistica napoletana.

## Biografia
Poco si conosce sugli anni giovanili di Pollarolo. Ricevette i primi rudimenti musicali probabilmente dal padre, Orazio Pollarolo, un organista attivo a Brescia. Successivamente, non è noto quando, si recò a Venezia, per perfezionarsi probabilmente sotto la guida di Giovanni Legrenzi. Prima del 1676 Carlo Francesco fu organista nella città natale presso la Congregazione dei Padri della Pace; contemporaneamente sostitutiva, nella medesima posizione, talvolta il padre presso il Duomo, questo sino il 18 dicembre 1676, quando gli succedette ufficialmente. Nel 1674 si sposò presso S.S. Nazaro e Celso, chiesa in cui lo stesso anno battezzerà i suoi primi due figli; due anni dopo, nel 1676, nascerà il suo terzo e più noto figlio, Antonio Pollarolo, che seguirà le orme del padre, diventando anch'egli compositore.
Il 12 febbraio 1680 divenne maestro di cappella della cattedrale bresciana, succedendo a Pietro Pelli, e fu eletto capo musico nello stesso posto. Il 7 giugno 1681 ricevette una simile carica all'Accademia degli Erranti, un'associazione della città che si occupava di attività letterarie e musicali, tenendo tale posizione sino al 1689.
Presso l'Accademia degli Erranti nel 1678 mise in scena la sua prima opera, Venere travestita; due anni dopo fu invece la volta del suo primo oratorio, La fenice. A partire dal 1685 la sua attività compositiva di opere e oratorio incrementò progressivamente: in questo anno si vide la rappresentazione di due suoi drammi, I delirii per amore, dato a Brescia, e La Rosinda, data a Vienna. Nel 1686 con Il demone amante, overo Giugurta aprì la stagione al Teatro Sant'Angelo di Venezia; nello stesso anno e nello stesso palcoscenico mise in scena Il Licurgo, overo Il cieco d'acuta vista. Negli anni successivi compose tre opere per Verona, Rodeico (1687), La costanza gelosa negl'amori di Cefalo e Procri (1688) e Alarico re de Goti (1689), e un'altra per Brescia, Antonino e Pompeiano, una rielaborazione di un dramma composto precedentemente da Antonio Sartorio.
Verso la fine del 1689 con la sua famiglia lasciò Brescia per stabilirsi definitivamente a Venezia. Il 13 agosto 1690 ebbe la nomina a secondo organista della Basilica di San Marco e due anni dopo ne divenne vice-maestro di cappella. Dal 1691 le sue opere iniziarono a essere rappresentate regolarmente nei maggiori teatri della città, soprattutto al San Giovanni Grisostomo, e in secondo luogo al Sant'Angelo, al San Cassiano e al San Fantino.
Nel 1694 tentò di diventare maestro di cappella di San Marco, ma per un voto fu eletto Antonio Biffi. Pochi mesi più tardi lasciò la posizione di vice-maestro di cappella della basilica veneziana a favore del figlio Antonio. Nonostante si fosse ritirato dall'ambiente musicale marciano, continuò ininterrottamente la sua attività di compositore d'opere fino al 1720, producendo i suoi migliori lavori tra il 1690 e il 1705. Parallelamente fu direttore musicale dell'Ospedale degli Incurabili, uno dei quattro famosi conservatori veneziani, presso il quale prestò servizio sicuramente dal 1696 al 1718, forse anche sino al 1722; per questa scuola scrisse diversi oratori latini. Compose musica anche per altre istituzioni della città lagunare: ad esempio nel 1697 un oratorio, Il combattimento degli angioli, per Santa Maria della Consolazione, nel 1699 un intermezzo, Il giudizio di Paride, per l'Accademia degli Animosi, alla quale faceva capo il librettista Apostolo Zeno, nel 1716 una cantata, Fede, Valore, Gloria e Fama (nella quale il soprano Faustina Bordoni cantò nella parte di Fede), per l'ambasciatore austriaco a Venezia e nel 1721 l'epitalamio musicale Il pescatore disingannato fu dato per celebrare il matrimonio del figlio dell'ambasciatore. Con L'Arminio, messo in scena nel novembre del 1722, concluse la sua carriera di operista, a causa di una malattia che nel febbraio dell'anno successivo lo portò alla morte. La sua salma fu sepolta nella chiesa di Santa Maria di Nazareth (oggi meglio conosciuta come la Chiesa degli Scalzi).

## Considerazioni sull'artista
Pollarolo deve il suo posto nella storia dell'opera principalmente per l'elevato quantitativo di lavori prodotti, sebbene siano di carattere più artigianale che artistico, e per alcune peculiarità stilistiche. In un periodo di 44 anni (1678-1722) compose circa 90 opere e 18 oratori. Gran parte delle sue opere impiegano libretti di Giulio Cesare Corradi, Matteo Noris, Francesco Silvani, Girolamo Frigimelica Roberti e Apostolo Zeno (questi ultimi due librettisti durante la sua epoca attuarono la riforma del libretto d'opera). I suoi lavori furono rappresentati con successo in tutt'Italia e oltralpe a Vienna, Brunswick e Ansbach; tuttavia furono oggetto di un successo non duraturo. Egli appartenne alla generazione di Marc'Antonio Ziani e Giacomo Antonio Perti, lo stile delle sue prime opere liriche deriva da quello tipico che caratterizzava i lavori di Giovanni Legrenzi e Carlo Pallavicino, sul quale Pollarolo prestò particolarmente attenzione per quanto riguarda l'espressioni drammatiche. Questi suoi drammi presentano recitativi quasi secchi, i quali nella cadenza, verso la fine e prima dell'aria, acquisiscono un carattere più melodico; talvolta egli alterna questi recitativi con ariosi di vari metri.
A partire da Il Faramondo del 1698 le opere di Pollarolo subiscono alcuni cambiamenti: gli ariosi scompaiono dai suoi drammi, i recitativi sono in gran parte secchi, l'espressione è ora concentrata sui mutamenti armonici, sulle modulazioni, sulla parte del basso cromatico e sulle dissonanze tra le parti vocali e quella del basso; si inizia l'impiego del recitativo accompagnato, punto focale dell'espressione, le arie sono più lunghe e seguono la forma dell'aria da capo (ABA), con l'impiego di variazioni.

## Composizioni

### Opere
- Venere travestita (dramma per musica, libretto di Giovanni Battista Bottalino, 1678, Brescia)
- Il Roderico (dramma per musica, libretto di Giovanni Battista Bottalino, 1684, Brescia)
- I delirii per amore (dramma per musica, libretto di Francesco Miliati, 1685, Brescia)
- Il demone amante, overo Giugurta (dramma per musica, libretto di Matteo Noris, 1685, Venezia)
- Il Licurgo, overo Il cieco d'acuta vista (dramma per musica, libretto di Matteo Noris, 1686, Venezia)
- La costanza gelosa negl'amori di Cefalo Procri (dramma per musica, 1688, Verona)
- Antonino e Pompeiano (dramma per musica, libretto di Giacomo Francesco Bussani, 1689, Brescia; rielaborazione dell'omonimo lavoro di Antonio Sartorio)
- Alboino in Italia (dramma per musica, libretto di Giulio Cesare Corradi, 1691, Venezia)
- Il moto delle stelle osservato da Cupido (serenata, 1691, Padova)
- La pace fra Tolomeo e Seleuco (dramma per musica, libretto di Adriano Morselli, basato sul Rodogune di Pierre Corneille, 1691, Venezia)
- Onorio in Roma (dramma per musica, libretto di Giovanni Matteo Giannini, basato su Stilichon di Pierre Corneille, 1692, Venezia)
- Marc'Antonio (dramma per musica, libretto di Matteo Noris, 1692, Genova)
- Iole, regina di Napoli (dramma per musica, libretto di Giulio Cesare Corradi, 1692, Venezia)
- L'Ibraim sultano (dramma per musica, libretto di Adriano Morselli, basato su Bajazet di Jean Racine, 1692, Venezia)
- La forza della virtù (dramma per musica, libretto di Domenico David, basato su Storia di Spagna di Francesco Saverio De Rogatis, 1693, Venezia; ripreso anche come Creonte tiranno di Tebe, 1699, Napoli)
- Gl'avvenimenti d'Erminia e di Clorinda (dramma per musica, libretto di Giulio Cesare Corradi, basato su Gerusalemme liberata di Torquato Tasso, 1693, Venezia)
- Amage, regina de' Sarmati (dramma per musica, libretto di Giulio Cesare Corradi, 1693, Venezia)
- Ottone (tragedia per musica, libretto di Girolamo Frigimelica Roberti, 1694, Venezia)
- La schiavitù fortunata (dramma per musica, libretto di Fulgenzio Maria Gualazzi, 1694, Venezia)
- Irene (tragedia per musica, libretto di Girolamo Frigimelica Roberti, 1694, Venezia)
- Alfonso primo (dramma per musica, dopo Rogatis, 1694, Venezia)
- La Santa Genuinda, overo L'innocenza difesa dall'inganno (3° atto) (dramma sacro per musica, libretto di Pietro Ottoboni, basato su Santi di Fiandra di Molano, 1694, Roma; in collaborazione con Giovanni Lorenzo Lulier (1° atto) e Alessandro Scarlatti (2° atto))
- Il pastore d'Anfriso (tragedia pastorale, libretto di Girolamo Frigimelica Roberti, basato su le Georgiche di Virgilio, 1695, Venezia)
- La Falsirena (dramma per musica, libretto di Rinaldo Calli, 1695, Ferrara)
- La Rosimonda (tragedia per musica, libretto di Girolamo Frigimelica Roberti, 1695, Venezia)
- Ercole in cielo (tragedia per musica, libretto di Girolamo Frigimelica Roberti, 1696, Venezia)
- Almansore in Alimena (dramma per musica, libretto di Giovanni Matteo Giannini, 1696, Reggio Emilia)
- Gli inganni felici (dramma per musica, libretto di Apostolo Zeno, da Erodoto,[2] 1696, Venezia)
- Amor e dovere (dramma per musica, libretto di Domenico David, 1696, Venezia)
- Tito Manlio (dramma per musica, libretto di Matteo Noris, 1696, Firenze)
- I reggi equivoci (dramma per musica, libretto di Matteo Noris, 1697, Venezia)
- La forza d'amore (dramma per musica, libretto di Lorenzo Burlini, 1697, Venezia)
- L'Oreste in Sparta (dramma per musica, libretto di Pompeo Luchesi, 1697, Reggio Emilia)
- Circe abbandonata da Ulisse (dramma per musica, libretto di Aurelio Aureli, 1697, Venezia)
- La clemenza d'Augusto (2° atto) (dramma per musica, libretto di Carlo Sigismondo Capece, 1697, Roma; in collaborazione con Severo De Luca (1° atto) e Giovanni Bononcini (3° atto))
- Marzio Coriolano (dramma per musica, libretto di Matteo Noris, 1698, Venezia)
- L'enigma disciolto (favola pastorale, libretto di Giovanni Battista Neri, 1698, Reggio Emilia; ripresa come Gli amici rivali, 1705, Venezia)
- L'Ulisse sconosciuto in Itaca (dramma per musica, libretto di Matteo Noris, 1698, Reggio Emilia)
- Il Faramondo (dramma per musica, libretto di Apostolo Zeno, dopo Calprende. 1698, Venezia)
- Il ripudio d'Ottavia (dramma per musica, libretto di Matteo Noris, 1699, Venezia)
- L'oracolo in sogno (3° atto) (dramma per musica, libretto di Francesco Silvani, 1699, Mantova; in collaborazione con Antonio Caldara (1° atto) e Antonio Quintavalle (2° atto))
- Lucio Vero (dramma per musica, libretto di Apostolo Zeno, 1699, Venezia)
- Il giudizio di Paride (intermezzo, 1699, Venezia)
- Il colore fa' la regina (dramma per musica, libretto di Matteo Noris, 1700, Venezia)
- Il delirio comune per l'incostanza dei genii (dramma per musica, libretto di Matteo Noris, 1700, Venezia)
- L'inganno di Chirone (melodramma, libretto di Pietro D'Averara, 1700, Milano)
- Le pazzie degli amanti (dramma per musica, libretto di Francesco Passarini, 1701, Vienna)
- Catone Uticense (dramma per musica, libretto di Matteo Noris, 1701, Venezia)
- L'odio e l'amore (dramma per musica, libretto di Matteo Noris, 1702, Venezia)
- Ascanio (dramma per musica, libretto di Pietro D'Averara, 1702, Milano)
- Venceslao (dramma per musica, libretto di Apostolo Zeno, dopo Corneille, 1703, Venezia)
- La fortuna per dote (tragicommedia, libretto di Girolamo Frigimelica Roberti, 1704, Venezia)
- L'eroico amore (tragicommedia, libretto di Michel Angelo Gasparini, 1704, Bergamo)
- Il giorno di notte (dramma per musica, libretto di Matteo Noris, 1704, Venezia)
- Il Dafni (tragedia satirica in musica, libretto di Girolamo Frigimelica Roberti, 1705, Venezia)
- La fede ne' tradimenti (dramma per musica, libretto di Girolamo Gigli, 1705, Venezia)
- Filippo, re della Grecia (dramma per musica, libretto di Pietro Giorgio Barziza, dopo Livio, 1706, Venezia)
- Flavio Bertarido, re dei Langobardi (dramma per musica, libretto di Stefano Ghisi, 1706, Venezia)
- La fede riconosciuta (dramma pastorale per musica, libretto di Benedetto Pasqualigo, 1707, Vicenza)
- La vendetta d'amore (pastorale per musica, 1707, Rovigo)
- L'Ergisto (dramma pastorale, libretto Francesco Passarini, 1708, Rovigo)
- Igene, regina di Sparta (dramma per musica, libretto di Aurelio Aureli, 1708, Vicenza)
- Il falso Tiberino (dramma per musica, libretto di Pietro Pariati e Apostolo Zeno, 1709, Venezia)
- La ninfa riconosciuta (melodramma pastorale, libretto di Francesco Silvani, 1709, Vicenza)
- Il Costantino pio (dramma posto in musica, libretto di Pietro Ottoboni, 1710, Roma)
- Amor per gelosia (favola pastorale, 1710, Roma)
- Engelberta, o La forza dell'innocenza (dramma per musica, 1711, Brescia)
- La Costanza in trionfo (dramma per musica, 1711, Brescia)
- Publio Cornelio Scipione (dramma per musica, libretto di Agostino Piovene, dopo Plutarco, 1712, Venezia)
- Peribea in Salamina (dramma per musica, 1712, Vicenza)
- L'infedeltà punita (dramma per musica, libretto di Francesco Silvani, 1712, Venezia; in collaborazione con Antonio Lotti)
- Spurio postumio (dramma per musica, libretto di Agostino Piovene, 1712, Venezia)
- Eraclio (3° atto) (dramma per musica, libretto di Pietro Antonio Bernardoni, 1712, Roma; in collaborazione con Francesco Gasparini (2° atto))
- Giulio Cesare nell'Egitto (dramma per musica, libretto di Antonio Ottoboni, 1713, Roma)
- Semiramide (dramma per musica, libretto di Francesco Silvani, 1714, Venezia)
- Marsia deluso (favola pastorale, libretto di Agostino Piovene, 1714, Venezia)
- Il trionfo della costanza (dramma per musica, 1714, Vicenza)
- Tetide in Sciro (dramma per musica, libretto di Carlo Sigismondo Capece, 1715, Vicenza)
- Il Germanico (dramma per musica, libretto di Pietro Giorgio Barziza, 1716, Venezia)
- Ariodante (dramma per musica, libretto di Antonio Salvi, 1716, Venezia)
- L'innocenza riconosciuta (dramma per musica, libretto di Tommaso Malipiero, 1717, Venezia)
- Farnace (dramma per musica, libretto di Domenico Lalli, 1718, Venezia)
- Amore in gara col fasto (dramma per musica, libretto di Francesco Silvani, 1718, Rovigo)
- Astinome (dramma per musica, libretto di o di Domenico Ottavio Petrosellini, 1719, Roma)
- Il pescatore disingannato (epitalamio musicale, 1721, Venezia)
- L'Arminio (dramma per musica, libretto di Francesco Salvi, 1722, Venezia)

#### Opere di dubbia attribuzione
- Venere travestita (libretto di Antonio Scappi, 1691, Rovigno o Murano)
- Alfonso, il sesto re di Castiglia (1694, Napoli)
- Il re infante (1694, Bologna)
- Gl'amori di paride ed Ennone in Ida (1697)
- De la virtude ha la bellezza onore (libretto di Pietro Pariati, 1704, Venezia)
- La pace fra Pompeiano e Cesarini (libretto di Aurelio Aureli, 1708, Venezia)
- Berenice e Lucialla, o L'amar per virtù (1700; forse di Domenico Freschi)
- La Proserpine